# Wereldkampioenschappen schaatsen afstanden 2015 - 1500 meter mannen
De 1500 meter mannen op de wereldkampioenschappen schaatsen afstanden 2015 werd gereden op vrijdag 13 februari 2015 in het ijsstadion Thialf in Heerenveen, Nederland.
Denis Joeskov was de regerend wereldkampioen en won bovendien de 1500 meter op de EK en de laatste wereldbekerwedstrijd. Zbigniew Bródka is de regerend olympisch kampioen en de andere vier wereldbekerwedstrijden werden gewonnen door Kjeld Nuis, Sverre Lunde Pedersen en tweemaal Jan Szymański. Joeskov prolongeerde zijn titel in een tijd van 1.43,36, meer dan een seconde sneller dan het oude baanrecord en ook met afstand de snelste tijd ooit gereden op een laaglandbaan.

## Plaatsing
De regels van de ISU schrijven voor dat er maximaal 24 schaatsers zich plaatsen voor het WK op deze afstand. Geplaatst zijn de beste veertien schaatsers van het wereldbekerklassement na vier manches, aangevuld met de tien tijdsnelsten van die eerste vier manches van de wereldbeker. Achter deze 24 namen werd op tijdsbasis nog een reservelijst van zes namen gemaakt. Aangezien het aantal deelnemers per land beperkt is tot een maximum van drie, telt de vierde (en vijfde etc.) schaatser per land niet mee voor het verloop van de ranglijst. Het is aan de nationale bonden te beslissen welke van hun schaatsers, mits op de lijst, naar het WK afstanden worden afgevaardigd.

## Statistieken

### Uitslag
| #      | Naam                        | Land | Tijd       |
| ------ | --------------------------- | ---- | ---------- |
| Goud   | Denis Joeskov               | RUS  | 1.43,36 BR |
| Zilver | Denny Morrison              | CAN  | 1.45,08    |
| Brons  | Koen Verweij                | NED  | 1.45,15    |
| 4      | Shani Davis                 | USA  | 1.45,84    |
| 5      | Alexis Contin               | FRA  | 1,46,02    |
| 6      | Zbigniew Bródka             | POL  | 1.46,19    |
| 7      | Bart Swings                 | BEL  | 1.46,23    |
| 8      | Jan Szymański               | POL  | 1.46,24    |
| 9      | Kjeld Nuis                  | NED  | 1.46,32    |
| 10     | Konrad Niedźwiedzki         | POL  | 1.46,43    |
| 11     | Sverre Lunde Pedersen       | NOR  | 1.46,53    |
| 12     | Sergej Grjaztsov            | RUS  | 1.46,91    |
| 13     | Håvard Bøkko                | NOR  | 1.46,92    |
| 14     | Wouter olde Heuvel          | NED  | 1.46,97    |
| 15     | Denis Koezin                | KAZ  | 1.47,34    |
| 16     | Haralds Silovs              | LAT  | 1.47,46    |
| 17     | Li Bailin                   | CHN  | 1.47,49    |
| 18     | Danil Sinitsyn              | RUS  | 1.47,61    |
| 19     | Alec Janssens               | CAN  | 1.48,18    |
| 20     | Benjamin Macé               | FRA  | 1.48,23    |
| 21     | Joey Mantia                 | USA  | 1.48,67    |
| 22     | Håvard Holmefjord Lorentzen | NOR  | 1.48,93    |
| 23     | Armin Hager                 | AUT  | 1.49,32    |
| 24     | Kim Jin-su                  | KOR  | 1.49,74    |

### Loting
| Rit | Binnenbaan                  | Buitenbaan            |
| --- | --------------------------- | --------------------- |
| 1   | Alec Janssens               | Benjamin Macé         |
| 2   | Denis Koezin                | Armin Hager           |
| 3   | Sergej Grjaztsov            | Alexis Contin         |
| 4   | Håvard Holmefjord Lorentzen | Danil Sinitsyn        |
| 5   | Håvard Bøkko                | Kim Jin-su            |
| 6   | Joey Mantia                 | Denis Joeskov         |
| 7   | Haralds Silovs              | Koen Verweij          |
| 8   | Zbigniew Bródka             | Li Bailin             |
| 9   | Denny Morrison              | Bart Swings           |
| 10  | Konrad Niedźwiedzki         | Shani Davis           |
| 11  | Wouter olde Heuvel          | Jan Szymański         |
| 12  | Kjeld Nuis                  | Sverre Lunde Pedersen |

1996 · 
1997 · 
1998 · 
1999 · 
2000 · 
2001 · 
2003 · 
2004 · 
2005 · 
2007 · 
2008 · 
2009 · 
2011 · 
2012 · 
2013 · 
2015 · 
2016 · 
2017 · 
2019 ·
2020 ·
2021 ·
2023 ·
2024 ·
2025